# جزیره صدف

نقشه حمل و نقل استان بوشهر

جزیرهٔ صدف از جزیره‌های کوچک ایران در خلیج فارس است که در استان بوشهر واقع شده است. این جزیره در فاصلهٔ نزدیک از بندر بوشهر قرار دارد و دارای ۱۴ هکتار مساحت است. این جزیره در کنار جزیره‌های عباسک، نگین و صدرا در منطقه آزاد بوشهر قرار دارد.